# Conceveiba maynasensis
Conceveiba maynasensis là một loài thực vật có hoa trong họ Đại kích. Loài này được Secco mô tả khoa học đầu tiên năm 1998 publ. 1999.